# 桃園城
桃園城是臺灣清治時期於今天桃園市桃園區，以景福宮為中心興建的民修城池。於嘉慶年間興建土城，道光年間改築石城。道光時的桃園城，範圍大約是春日路、成功路、三民路三段所圍成的範圍，相當於桃園區的文昌、文化、民生、長美、中和、北門等里。另說桃園城東界到東門溪（今加蓋為東門綠園），西邊到西廟一帶，北界到桃源街附近的北門口，南界到中正路115巷、102巷一帶:53。
桃園城在臺灣日治時期時遭到拆除，原本的城內地區稱為「舊街」，而桃園城到桃園車站之間的街區則稱為「新街」。

## 沿革

### 發展背景
今桃園區曾是凱達格蘭族南崁社的勢力範圍，約到清雍正、乾隆年間開始有漢人移民進入。由於當時該地長滿茅草，如虎傷人，故聚落命名為「虎茅莊」。後來虎茅莊約在乾隆三十年（1765年）左右，因為與龜崙社原住民密切交易，人口聚集，開始有了店鋪街道。此外由於官道的經過，使得虎茅莊（桃仔園）的發展更加繁榮。
而隨著聚落發展，桃仔園一帶發展出以開基福德祠（桃園十五街庄福德宮）為頂點，由公館頭街（今民生路）、桃仔園街（今中山路）組成的丁字型幹道為中心的聚落型態。

### 築城
嘉慶十一年（1806年）桃仔園北邊的南崁、龜崙口一帶發生漳泉械鬥（泉州方取勝），波及到當時以漳州裔為主的桃仔園聚落，店屋多半被燒毀:53。為了強化防禦，嘉慶十四年（1809年），桃仔園聚落開始興築土城，之後城內也興建了「三快外館」、景福宮等衙署與廟宇:53。景福宮南邊後來發展出了新的街市，稱為「長南街」，即現在的中正路。
後來因為仍有械鬥事件，道光十四年（1834年）桃園城改建為石城:53。另據說築城經費是由當地富商姚蓋友所捐:53。改建後的桃園城有四座城門，可通往今天的大溪（南門）、南崁（北門）、新竹（西門）、臺北（東門）等地。而到了光緒末年，城內又發展出武陵街、長美街、公館街等街道。

### 拆除
進入臺灣日治時期後，為了擴大城市發展範圍進行了「市區改正」。桃園城的城牆在明治卅七年（1904年）被拆除，並在城南開發「新街」（中山路以南到桃園車站之間的區域）。

## 宗教信仰

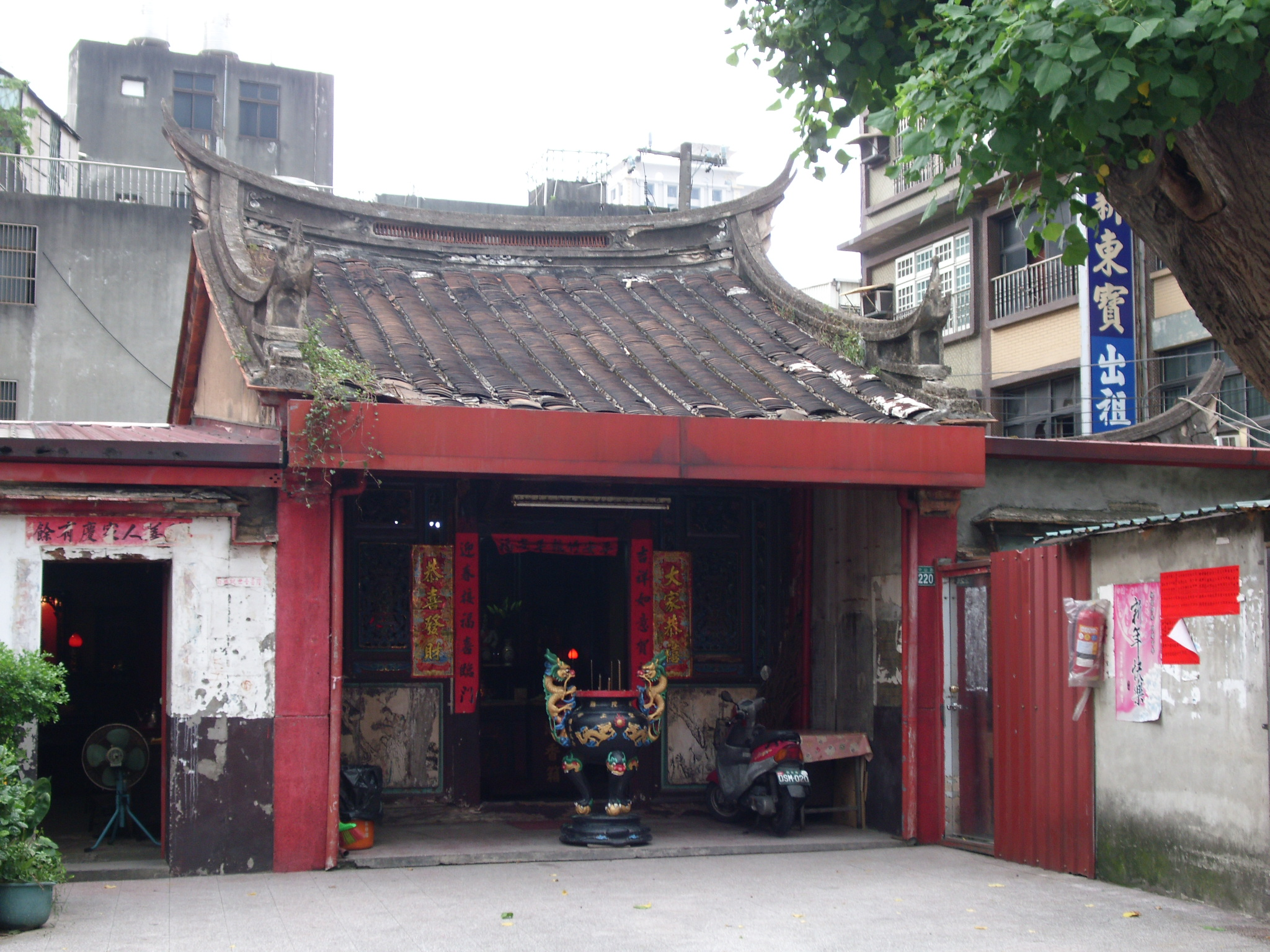
桃園西廟

桃園城以桃園景福宮為信仰中心，該廟被稱為「大廟」，周邊市街則稱為「大廟口」。另外在四城門也發展出了各自的土地公信仰:51。北門土地公是中和里保德祠、東門土地公為民生里的厚德福德祠（亦有認為是桃園十五街庄福德宮）、南門是南華里的鎮南宮、西門則是長美里的元德宮:56
城內還有西廟（供奉觀世音菩薩）:51、文昌宮、關帝廟、鴻福巖（今鴻福寺）等廟宇。